# Celio (Rione)

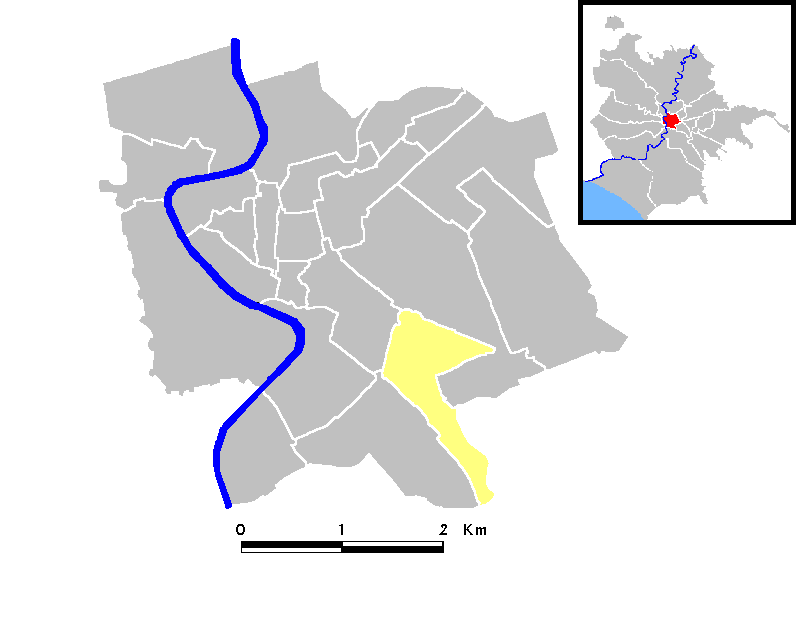
Lage von Celio in Rom

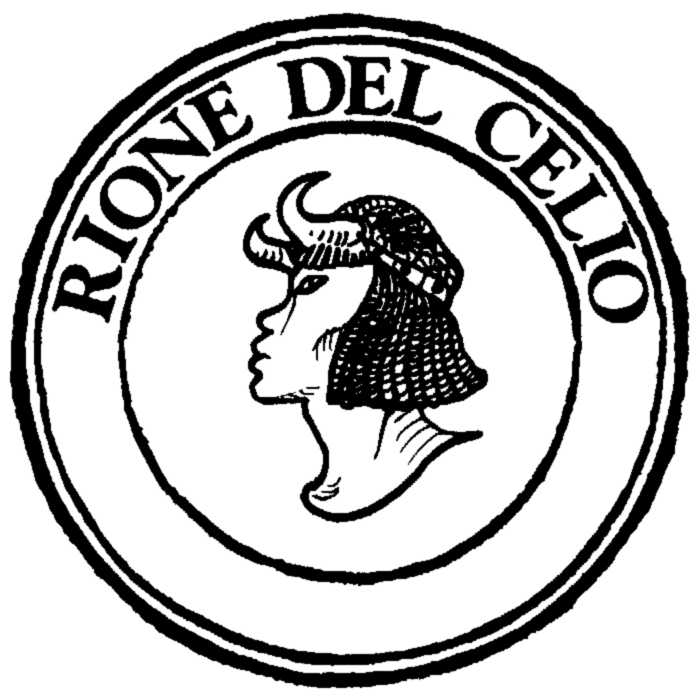
Wappen von Celio

 Celio [ʧɛ:ljo] ist der XIX. Rione (Stadtteil) von Rom. Er nimmt den Caelius ein, der zu den klassischen Sieben Hügeln Roms gehört.

## Geschichte
Das Stadtviertel wurde 1922 aus dem Rione Campitelli herausgelöst.

## Wappen
Das Wappen stellt die Büste eines Afrikaners mit Elefantenkopfschmuck dar, wie sie in der Via Capo d’Africa gefunden wurde.